# Monica Groop

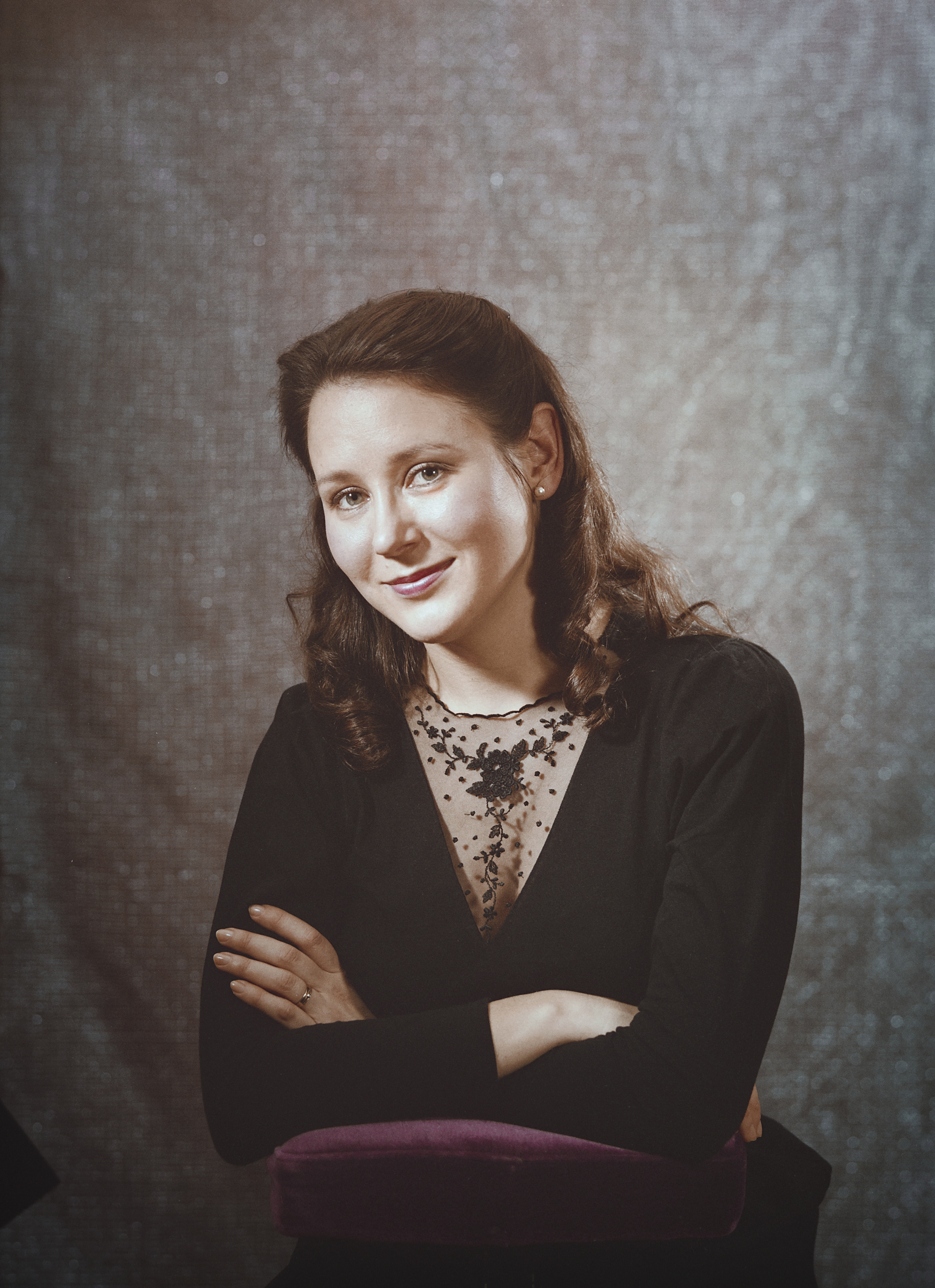
Monica Groop, 1990.

Gerd Monica Groop es una mezzosoprano finlandesa nacida en Helsinki el 14 de abril de 1958. Como mezzo lírica, con incursiones al registro de contralto se destaca en repertorio barroco, clásico y en obras contemporáneas como las de la compositora Kaija Saariaho.
Ha cantado en la Bayerische Staatsoper, Covent Garden, Glyndebourne, Salzburgo, Opera de Santa Fe, Royal Opera of Stockholm, Los Ángeles, Ámsterdam, Colonia, Paris, New York City Opera, Boston Symphony, San Francisco Symphony, Los Angeles Philharmonic, New York Philharmonic, London Philharmonic, Philharmonia Orchestra, BBC Symphony, Symphonie-Orchester des Bayerischen Rundfunks, Dresden Staatskapelle, Leipzig Gewandhausorchester, Deutsches Symphonieorchester, Wiener Symphoniker, Accademia di Santa Cecilia bajo la dirección de Bernard Haitink, Zubin Mehta, Seiji Ozawa, Sir Colin Davis, Sir Roger Norrington, Michael Tilson Thomas, Christoph Eschenbach, Herbert Blomstedt, Kent Nagano, Esa-Pekka Salonen, Jukka-Pekka Saraste, Paavo Berglund y Georg Solti.
Se destaca en roles de mezzo lírica como Cherubino (Le nozze di Figaro), Sesto (La clemenza di Tito), Dorabella (Cosi fan tutte), Zerlina (Don Giovanni), Ramiro (La Finta Giardiniera), Zenobia (Radamisto), Ruggiero (Alcina), Cyrus (Belshazzar), Carmen, Oktavian (Der Rosenkavalier), Der Komponist (Ariadne auf Naxos), Charlotte (Werther), Mélisande (Pelleas et Mélisande), Ascanio (Benvenuto Cellini), Orfeo (Orfeo ed Euridice), Dido (Dido and Aeneas), Varvara (Kátá Kabanova), Olga (Eugen Onegin), Lucretia (The rape of Lucretia), Pélérin (L´amour de loin), etc.

## Discografía de referencia
- Bach: Alto Cantatas, Ostrobothnian Chamber Orchestra/Juha Kangas
- Bach: H-moll messe, Johannespassion, Matteuspassion. Drottningholm Baroque Ensemble/Eric Ericsson (Vanguard Classics)
- Brahms: Lieder. Alexej Lybimov.
- Grieg: Complete Songs / Ilmo Ranta
- Mahler: Das Lied von der Erde. Lahti Chamber Orchestra/Osmo Vänskä.
- Madetoja: Pohjalaisia (The Ostrobotnians). Jukka-Pekka Saraste.
- Mendelssohn: Elijah. Sylvain Camberling.
- Mozart: Cosi fan tutte. La Petite Bande/Sigiswald Kuijken
- Mozart: Don Giovanni. Sir Georg Solti.
- Saariaho: L'amour De Loin / Salonen (DVD)
- Schubert: Lieder / Rudolf Jansen
- Sibelius: Songs vol 2, vol 3
- Sibelius: The Tempest, Jukka Pekka Saraste
- Sibelius: Kullervo / Davis
- Schubert: Lieder, Rudolf Jansen piano
- Vivaldi: Ottone in Villa. Collegium Musicum 90